# Gihad
|  | Aquest article fa referència al precepte religiós musulmà. Per a les organitzacions militants vegeu Gihad Islàmic i Gihad Islàmic palestí |

Bandera de la Gihad amb la xahada o professió de fe islàmica, declaració de fe en un únic Déu i en el caràcter profètic de Mahoma.

El gihad o jihad (de l'àrab جهاد, jihād, ‘esforç’, ‘lluita’, derivat del verb جهد, jahada, ‘esforçar-se’) és un terme islàmic que fa referència a un deure religiós de tots els musulmans. Una persona dedicada al gihad és un mujàhid o mujahidí. El mot gihad apareix sovint a l'Alcorà, sovint en la frase feta jahada fī sabīli Allāh, «lluitar per Déu», literalment «esforçar-se en el camí de Déu».
No tots els musulmans i erudits estan d'acord en la seva definició. Dins del context de la llei islàmica clàssica, es refereix a la lluita contra aquells que no creuen en el déu de l'islam i no reconeixen la submissió als musulmans, significat que sovint es tradueix com a «guerra santa», tot i que aquest terme és objecte de controvèrsia. Segons el Dictionary of Islam i l'historiador i arabista Bernard Lewis, en la gran majoria dels casos el gihad té un significat militar. Javed Ghamidi afirma que no hi ha consens entre els erudits islàmics sobre si el concepte de gihad inclou sempre la lluita armada contra malfactors. Se suposa generalment que l'ordre d'una guerra general només podia ser donada pel califa, però els musulmans que no reconeixien l'autoritat espiritual del califat (que a més està vacant des de 1923), com els musulmans que no són sunnites i els estats que no reconeixien cap califat ni que fos nominalment sempre tenien la vista posada en els seus propis governants per a la proclamació d'un gihad. No ha estat, de fet, una guerra universal pels musulmans sobre els no creients des de principis del califat. En aquest sentit a vegades alguns han proclamat el gihad autointitulant-se a ells mateixos com a mahdís, per exemple, el sudanès Muhàmmad Àhmad el 1882.
Altres han donat a la paraula significats més amplis. Molts observadors, tant musulmans com no musulmans, parlen de dos significats del gihad: una lluita espiritual interior o «gihad major» i una lluita física exterior contra els enemics de l'islam, el «gihad menor», que pot prendre una forma violenta o no violenta.
El gihad és un deure religiós important per als musulmans. Una minoria entre els erudits sunnites de vegades es refereixen a aquest deure com el sisè pilar de l'islam, tot i que no ocupa tal estatus oficial. Al xiisme imamita, però, el gihad és una de les deu pràctiques de la religió.

## Orígens
En àrab estàndard modern, el terme gihad es fa servir per a lluites tant siguin causades per motius religiosos com seculars. El Diccionari Àrab-Català de Margarida Castells i Dolors Cinca defineix el terme com a «1. esforç; lluita 2. proselitisme 3. m islam jihad, esforç, lluita per l'expansió de la religió; hist guerra santa, guerra contra els infidels». Tot i així, el terme és utilitzat habitualment en el sentit religiós i els seus orígens es remunten a l'Alcorà i les paraules i accions de Mahoma. En l'Alcorà i en l'ús dels musulmans posteriors, al mot gihad habitualment li segueix l'expressió fi sabil Illah, «en el camí de Déu». S'utilitza de vegades sense connotació religiosa, amb un significat similar al mot anglès crusade o al seu equivalent català «croada» (com en l'expressió «una croada contra les drogues»).

### Alcorà
L'arrel j-h-d apareix esmentada 41 vegades a l'Alcorà en cinc formes diferents:
- 27 cops com un verb de la tercera forma jāhada (جَٰهَدَ)
- 4 cops com el substantiu jihād (جِهَاد)
- 1 cop com el substantiu juhd (جُهْد)
- 5 cops com el nom verbal o màsdar jahd (جَهْد)
- 4 cops com un participi actiu de la tercera forma mujāhidīn (مُجَٰهِدِين)

Alguns autors afirmen més aparicions, però no es refereixen a l'arrel j-h-d sinó a altres mots o assumptes que s'han relacionat amb el concepte islàmic de gihad. Així, per exemple, Yoel Natan, afirma que el gihad apareix en 164 versicles de l'Alcorà Ara bé, en la majoria d'aquests 164 versicles, el gihad està implícit o bé es fa servir el terme qital (‘lluita’). Gihad en la seva la forma exacta jihad (جهاد), apareix només quatre cops a l'Alcorà: 9:24, 22:78, 25:52 i 60:1. Tot i situar-se més endavant en l'ordre definitiu de sures, l'aleia 60:1 fou revelada abans que l'aleia 9:24, però ho fou quan Mahoma ja s'havia establert a Medina i havia començat una sèrie d'incursions contra caravanes, a partir del 623. La l'aleia 9:24 fou revelada cap al final de la vida de Mahoma.
El significat més ostensible de gihad és ‘lluita’ (qital: قتال) en el camí, via o guia (xaria) de Déu per promulgar l'islam (Alcorà 4:74), que cal distingir de la «simple» guerra (harb: حرب) o lluita (nidal: نضال). Segons Jonathon Berkey, el gihad en l'Alcorà va ser pensat originalment per als veïns propers dels musulmans, però a mesura que passava el temps i s'alçaven més enemics, les declaracions de l'Alcorà que donen suport al gihad van ser actualitzades contra els nous adversaris. Això encoratja l'ús del gihad contra els no musulmans.

### Hadit
El context de l'Alcorà s'explica pels hadits (els ensenyaments, fets i dites del profeta islàmic Mahoma). En la que es pot considerar la col·lecció més estàndard de hadits, el Sahih Bukhari, s'han comptabilitzat 199 esments al gihad, en molts dels quals gihad significa ‘guerra’.
Entre les afirmacions del profeta Mahoma que impliquen el gihad hi trobem:
«El millor gihad és la paraula de la Justícia davant del sultà opressor [governant].» (Citat per Ibn an-Nuhàs i narrat per Ibn Habban)
O
«Al Missatger de Déu se li va preguntar sobre el millor gihad. Ell va dir: “el millor gihad és aquell en el qual el vostre cavall és mort i la vostra sang es vessa”». (també citat per Ibn an-Nuhàs i narrat per Ibn Habban)
Ibn an-Nuhàs també va citar un hadit del Músnad Àhmad ibn Hànbal, on Muhàmmad afirma que el tipus més gran de gihad és quan «la persona mor mentre vessa la seva última gota de sang». (Músnad Ibn Hànbal, 4/144)
També s'ha informat que Muhàmmad considera la realització del hajj com el millor gihad per a les dones musulmanes.

## Història

Temps dels califes
Expansió sota Mahoma, 622-632 / DH 1-11
Expansió durant el Primer califat, 632–661/D.H. 11-40
Expansió durant el Califat Omeia, 661–750/A.D. 40-129

### Primeres conquestes musulmanes
Dos anys després de la mort del profeta islàmic Mahoma l'any 632, els musulmans sota el lideratge del califa Úmar van començar diferents campanyes militars contra l'Imperi Romà d'Orient i l'Imperi Sassànida. A la batalla del Yarmuk, el 636, els musulmans van derrotar l'exèrcit romà d'Orient, i forçaren l'imperi a sortir de Síria. Els romans d'Orient es van rendir prop del Caire a 641. La conquesta d'Alexandria, llavors capital d'Egipte, va portar més temps. Els musulmans es van enfrontar a escassa resistència dels locals, atès que havien patit sota el govern romà d'Orient. A la batalla d'al-Qadisiyya, el 637, l'exèrcit persa va ser derrotat. El 642 els musulmans van derrotar els perses en la batalla de Nihawand, amb la qual cosa obriren el camí a la conquesta musulmana de la zona. En 15 anys l'Iran havia estat conquerit. Els musulmans, posteriorment, van avançar cap a Àsia central.
De vegades anomenada "la Gran conquesta", el paper de l'islam en ella és debatut. Diferents autors àrabs medievals van afirmar que havia estat guiada per Déu. Es va presentar com a ordenada i disciplinada, sota el comandament del califa. Multitud d'explicacions modernes posen en qüestió la idea que el gihad fos la força motriu de les conquestes. Mantenen que els àrabs, en l'albor de les conquestes, eren pobres, i que la desertificació a la península Aràbiga havia reduït els recursos locals. Aquestes explicacions consideren causes materials, en oposició a les religioses, com la causa fonamental de les conquestes. Algunes explicacions recents citen tant les causes materials com les religioses de les conquestes

### Societat dels Germans Musulmans
El 1928, Hassan al-Banna va fundar la Societat dels Germans Musulmans, una organització estrictament conservadora i molt secretista basada a Egipte, dedicada a ressuscitar l'imperi musulmà (Califat). D'acord amb al-Banna, "és la naturalesa de l'islam dominar, no ser dominat, imposar la seva llei sobre totes les nacions i estendre el seu poder al planeta sencer". La Germandat Musulmana, coneguda com a Germans Musulmans (Jamiat al-Ikhwan al-muslimun, literalment Societat dels Germans Musulmans), s'oposa a les tendències seculars dels països islàmics, desitja el retorn als preceptes de l'Alcorà i rebutja les influències occidentals. Al Bana va sorgir a partir del desig de l'extrema dreta musulmana d'oposar-se a la ideologia de la modernització. La Germandat contempla una interpretació estricta de l'Alcorà que glorifica la violència suïcida. Al costat d'al-Banna, el gran Mufti de Jerusalem, Haj Amin al-Husseini, va ser un líder musulmà enormement influent en la seva època. Junts, van crear un poderós i popular partit islamista, recollint els principis fonamentals de l'islam i culpant dels problemes del món als jueus. Al-Banna també va donar al grup el motto que encara es fa servir avui: "Al·là és el nostre objectiu, el Profeta el nostre líder, l'Alcorà la nostra constitució, el gihad nostre camí i la mort per Déu el nostre objectiu suprem". L'Informe de la Comissió sobre l'11-S afirma que els Germans van influir el pensament d'Ossama bin Laden i del xeic Omar Abdel-Rahman, responsable de l'atac de 1993 al World Trade Center.
Un important aspecte de la ideologia dels Germans Musulmans és l'aprovació del gihad, com és el cas de la fàtua emesa el 2004 pel xeic Yusuf al-Qaradawi, que convertia en una obligació religiosa dels musulmans el segrest i assassinat de ciutadans nord-americans a l'Iraq. Aquesta ideologia va advocar pel gihad àrab i islàmic contra els britànics i jueus. Igualment, els Germans Musulmans van sostenir una "guerra santa" contra Síria després de la massacre de Hama.
La BBC explica com les arrels del gihad i els orígens del concepte de gihad de Bin Laden poden rastrejar-se fins a certes figures de principis del segle xx, que van començar un poderós moviment de ressorgiment islàmic en resposta al colonialisme i les seves seqüeles. Al-Banna culpava la idea occidental de separació entre religió i política del declivi musulmà. En els anys 1950, Sayyid Qutb, el membre més prominent dels Germans Musulmans, va prendre els arguments d'al-Banna fins i tot més enllà. Per Qutb, "tots els no musulmans són infidels, fins i tot els anomenats pobles del Llibre, cristians i jueus". També va predir un eventual xoc de civilitzacions entre l'islam i Occident. "Qutb va inspirar tota una generació d'islamistes, incloent l'Aiatol·là Khomeini". El món musulmà accepta àmpliament aquesta ideologia després de la derrota àrab a la guerra de 1967.
Els Germans Musulmans han estat involucrats en atacs violents. A més, el seu propi simbolisme fa al·lusió a la confrontació violenta. En la seva bandera hi ha un quadrat marró que enquadra un cercle verd amb un perímetre blanc. Dues espases s'entrecreuen dins del cercle sobre un Alcorà vermell. La coberta de l'Alcorà diu: "Veritablement, aquest és el Generós Alcorà". El text en àrab sobre l'espasa es tradueix per "estigues preparat". Una referència a un vers alcorànic que parla de la preparació a la lluita contra els enemics de Déu. Forma part d'una llista de 17 grups categoritzats com "organització terrorista" pel Govern de Rússia, com fins fa poc a Egipte, on van començar a dur a terme atacs terroristes.

## Guerra en les societats musulmanes

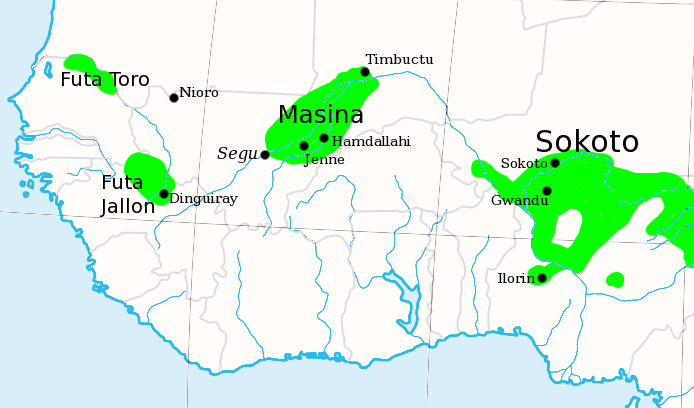
Els estats gihadistes fulani d'Àfrica Occidental, cap a 1830.

Les principals dinasties musulmanes de la Turquia Otomana (sunnita) i Pèrsia (xiïta) van establir sistemes d'autoritat al voltant d'institucions tradicionals islàmiques. En l'Imperi Otomà, el concepte de ghaza va ser promulgat com una obligació germana del gihad. Es diu que el governant otomà Mehmed II hauria insistit en la conquesta de Constantinoble, fins llavors romana d'Orient i cristiana, per justificar la ghaza com a obligació elemental. Altres governants otomans posteriors aplicarien la ghaza per justificar campanyes militars contra la dinastia persa safàvida. Així, els dos imperis rivals van establir la tradició que un governant sol era considerat com a veritablement a càrrec quan els seus exèrcits havien estat enviats al camp de batalla en nom de la fe sagrada, normalment contra els giaurs o herètics, el que solia fer referència a qualsevol altre.
A l'Àfrica Occidental, els anomenats Estats gihadistes fulani, van ser creats a partir de tot un seguit de gihads llançats per l'ètnia fula. No van ser els únics a la regió en ser establerts sobre la base de guerres ofensives liderades per motius religiosos islàmics.

## Gihadisme modern
Al llarg de la història hi ha hagut diferents grups (de caràcter islamista o no) que han realitzat crides al 'gihad', entesa com a guerra santa, en el marc de conflictes de tipologia molt diferent (no solament contra no musulmans, de vegades també entre els mateixos musulmans). Alguns autors, com Bat Ye'or, pionera en l'estudi de la situació dels dhimmi al si del gihad, veuen fins i tot al genocidi armeni de 1915 la culminació natural d'una política de gihad perpetrada per musulmans, tot i que la historiografia generalment ha enquadrat aquests esdeveniments en el context de les neteges ètniques que han acompanyat al llarg del segle xx la creació de diversos estats nacionals moderns, com la laica Turquia en aquest cas, i sense relació directa amb la religió. Per a Bat Ye'or:
| « | La lògica interna del gihad no pot tolerar l'emancipació religiosa. La guerra permanent, la perversitat del Dar al-Harb [món no musulmà] i la inferioritat dels Harbi [no musulmans] conquistats constitueixen els tres principis interdependents i inseparables que fonamenten l'expansió i la dominació política de l'umma [comunitat musulmana]. | » |

Com ja s'ha dit, els defensors de la idea d'una guerra de religió o de civilitzacions troben ressò i inspiració en paraules com les que Osama bin Laden va pronunciar en un missatge difós al món sencer per al-Jazira el 3 de novembre de 2001, tot just dos mesos després de l'11-S, en clara advertència a les principals autoritats religioses musulmanes:
| « | Aquells que intenten ocultar la veritat evident que es tracta d'una guerra de religió enganyen la nació [islàmica]. | » |

No obstant això, molts intel·lectuals, com l'historiador marroquí Abdallah Laroui rebutgen la identificació interessada entre islam i violència (o fins i tot entre islamisme polític i violència) que es fa a partir de discursos com el d'Al-Qaida:
| « | Relacionar la violència amb la ideologia de l'islam polític és deshonest per ambdues parts, tant del costat musulmà com del no musulmà. Conec la història prou per saber que tot moviment polític cau en algun moment en la temptació de recórrer a la violència. Hi ha hagut al llarg de la història terrorisme purità, terrorisme jacobí, terrorisme nihilista, terrorisme anarquista, terrorisme sionista, terrorisme hinduista i terrorisme confucià. Podria allargar la llista i assenyalar que els homes que van fer d'això una teoria profundament elaborada, com Bakunin o Georges Sorel, no van pensar en cap moment en l'islam. | » |